# 貝雷霍韋 (盧甘斯克州)
48°34′44″N 39°37′48″E / 48.57889°N 39.63000°E
贝雷霍韋（烏克蘭語：Берегове）是位於烏克蘭東部的村莊，由盧甘斯克州多夫然斯克區的索羅基內市鎮負責管轄。該村始建於1978年，面積0.53平方公里，海拔高度39米，2001年人口12，人口密度每平方公里22.6人。